# Chefakademin
Chefakademin är ett svenskt utbildnings- och mediaföretag inom ledarskap och management med säte i Stockholm. Företaget bildades sommaren 2021 genom en sammanslagning av Mgruppen och Chefgruppen Stockholm AB med utgivning av tidskriften Chef. Företaget är ett dotterbolag till chefsorganisationen Ledarna.
Mgruppen, Svenska Managementgruppen, grundades 1931 med huvudsäte på Sankt Eriksgatan 26 i Stockholm, med tillhandahållande av öppna utbildningsprogram, företagsanpassade program samt Executive MBA (Master of Business Administration).
Tidningen Chef startades 1995 av Chefgruppen Stockholm AB genom en sammanslagning av tidskrifterna Personal och Arbetsledaren.
Sedan Mgruppens verksamhet finns ett Academic Board knutet till Chefakademin för att säkerställa den akademiska nivån på Executive MBA-programmen. Ledamöterna har en doktorsexamen inom ett relevant område kopplat till något av programmen och aktuell koppling till fakultet. Ledamöterna har att ansvara för att programmen har den akademiska kvalitet och professionalism som förväntas på Executive MBA-programmen.  Academic Board leds 2020 av Mike Malmgren, Associate Professor at Ashridge Business School, UK & Associate Professor, Linköpings universitet.